# Воскресенский, Александр Михайлович
Александр Михайлович Воскресенский (24 августа (5 сентября) 1828,  Владимирская губерния — 26 декабря 1883 (7 января 1884), Киев) — экстраординарный профессор Киевской духовной академии, протоиерей.

## Биография

### Детство и образование
Родился 24 августа (5 сентября) 1828 года в погосте Васильевском Муромского уезда Владимирской губернии в семье священника.
В 1839 году, хорошо подготовленный дома, он поступил сразу в третий класс Муромского духовного училища, в котором, однако, хотя учился очень хорошо и считался в числе лучших учеников, пришлось ему пробыть три года, вместо положенных пяти. В 1844 году он начал учиться во Владимирской духовной семинарии, откуда в 1849 году был переведён в Киевскую духовную академию, которую окончил в 1853 году третьим магистром; его магистерское сочинение называлось «О высших родах христианского подвижничества».

### Деятельность
По окончании курса, 31 октября 1853 года, был назначен преподавателем церковной истории, археологии и канонического права в Волынскую духовную семинарию, а 27 августа 1854 года был перемещён на кафедру логики, психологии, патрологии и латинского языка.
В 1855 году Воскресенский женился на дочери киевского священника и через год, 27 декабря 1856 года, был перемещён в Киевскую духовную семинарию — на кафедру физико-математических наук; 13 октября 1859 года он был назначен бакалавром в Киевскую академию по той же кафедре физико-математических наук и стал первоначально преподавать геометрию, тригонометрию и аналитическую геометрию, а в 1862 году к нему перешли и другие отделы: алгебра и физика. А 26 марта 1864 года он был возведён в звание экстраординарного профессора. Внимательно следивший за движением своей науки, он умел заинтересовать студентов, которые охотно посещали его лекции, особенно по физике.
В начале 1861 года он был определён помощником библиотекаря, а в конце того же года — помощником секретаря академии; с 27 марта 1863 года — секретарь, а с июня 1864 года — библиотекарь академии. Кроме того, в течение 1866/67 академического года он преподавал библейскую археологию и еврейский язык. В 1866 году он был назначен секретарём академической конференции (до 16 января 1868 года). Наконец, с этого же года начал он преподавать, сначала космографию, а потом — физику и геометрию, в женском епархиальном училище (до 7 января 1879 года).
В 1869 году в академиях был введён новый устав, по которому кафедры физико-математических наук уже не полагались. Поэтому А. М. Воскресенский получил должность преподавателя истории и обличения русского раскола.
5 декабря 1871 года был рукоположен во священника и получил назначение в большой приход Царе-Константиновской церкви. При ней он устроил образцовую церковно-приходскую школу; 20 марта 1874 года возведён в сан протоиерея; с 17 декабря 1878 года был благочинным Киево-Подольских церквей — до 1880 года, когда его избрали членом консистории. Кроме того, с 11 февраля 1875 года до смерти он был цензором журналов и книг духовного содержания.
В 1878 году исполнилось 25-летие духовно-училищной службы А. М. Воскресенского, а в 1883 году — 30-летие. Оба раза Совет академии переизбирал его на новое пятилетие.
Умер в Киеве 26 декабря 1883 (7 января 1884) года от чахотки. Похоронен в предместье Киева — Приорке, возле церкви, где долгое время служил его тесть.

#### Литературная деятельность
В 1860 году началась и литературная деятельность Воскресенского: в «Руководстве для сельских пастырей» была напечатана его статья «О хождении на Св. Пасху с иконами». Затем его многочисленные статьи помещались в «Киевских епархиальных ведомостях» и в других изданиях.
Особенно много он сотрудничал с «Воскресным чтением», которое некоторое время и редактировал. В этом журнале была напечатана статья: «Библейское учение о творении мира и современное естествознание» (1864. — № 49), а также интересные статьи по космографии, где он, с религиозной точки зрения, описывал такие явления в природе, как солнце, луна, солнечные и лунные затмения. В «Воскресном чтении» была помещена и часть магистерского сочинения Воскресенского: «Святые юродивые (исторический очерк)» — 1862. — № 26. — С. 650—660; «Святые столпники» (1863. — № 28. — С. 548—555). Им были написаны несколько биографических очерков: «Кафедральный Киево-Софийского собора протоиерей Иван Михайлович Скворцов», «Некролог. Протоиерей Григорий Никифорович Крамарев», «Некролог. Священник I. Ф. Томашевский», «Некролог настоятеля Киево-Подольской Ильинской церкви, протоиерея Мина Трофимовича Жолткевича».
В 1880 году в журнале «Воскресное чтение» был напечатан ряд его статей под заглавием «Современный социализм и собственность» (№ 30,31, 32,35,50 и 52), которые потом вышли отдельной брошюрой: Современный социализм и собственность/ П.А.В. — Киев: тип. Г. Т. Корчак-Новицкого, 1881. — [2], 67 с.